# آنگل وویوودا (روستا)
آنگل وویوودا (به بلغاری: Angel Voivoda) یک منطقهٔ مسکونی در بلغارستان است که در Mineralni Bani واقع شده‌است.